# Chico Borja
Hernán Borja (Quito, 24 de agosto de 1959 – Plantation, 25 de janeiro de 2021) foi um futebolista e treinador de futebol equatoriano naturalizado estadunidense, que atuava como meia-atacante.

## Carreira
Depois que sua família migrou para os Estados Unidos, Borja estudou na New Jersey Institute of Technology, jogando ainda no time universitário entre 1977 e 1980.
Em 1981 foi para o New York Cosmos, onde também atuaria no futebol indoor. No time de futebol, foram apenas 2 anos, porém suficientes para que ele jogasse 48 vezes e fizesse 18 gols. Voltaria ao Cosmos em 1984, quando a equipe encerrou suas atividades, depois de uma rápida passagem pelo Team America.
Jogou ainda por Las Vegas Americans, Wichita Wings (2 passagens) e Los Angeles Lazers, além de uma passagem por empréstimo no Albany Capitals, entre 1989 e 1990. Em 1992, Borja encerrou sua carreira de jogador.

## Seleção
Borja, que era equatoriano de nascimento, jogou 11 vezes pela Seleção dos Estados Unidos, balançando as redes em 3 oportunidades. Integrou o elenco que disputou as Olimpíadas de 1984, realizadas em Los Angeles, sendo um dos 6 "estrangeiros" da equipe, juntamente com Amr Aly (egípcio), Jean Willrich (alemão), Hugo Ernesto Pérez (salvadorenho), Erhardt Kapp (romeno) e Angelo DiBernardo (argentino). Além dos Jogos Olímpicos, disputou partidas das eliminatórias das Copas de 1986 (os EUA ficaram de fora inclusive da repescagem) e 1990, embora não tenha sido convocado para esta última, pois Borja encerrou sua carreira internacional 2 anos antes, justamente na partida do classificatório contra a Jamaica.
Embora os EUA tivessem usado jogadores profissionais nos Jogos Olímpicos de 1984, a FIFA não reconhece as partidas como oficiais. Já aposentado, integrou ainda a seleção de futsal até 1995, disputando o Mundial da categoria em 1992, ficando com o vice-campeonato.

## Morte
Morreu em 25 de janeiro de 2021, aos 61 anos., vitimado por um câncer colorretal.